# Justice League Dark: Apokolips War
Justice League Dark: Apokolips War (bra: Liga da Justiça Sombria: Guerra de Apokolips) é um filme norte americano diretamente em vídeo animado de ação e ficção científica dirigido por Matt Peters e Christina Sotta sendo escrito por Mairghread Scott. O filme é baseado nos personagens da DC Comics e vagamente baseado na equipe da Liga da Justiça Sombria. É o 38º filme do universo animado de filmes originais da DC sendo o 15º e último da linha do DC Universe Original Movie. É uma sequência direta pro filme de 2017 "Liga da Justiça Sombria".
O elenco de voz principal é composto por Matt Ryan como John Constantine, Jerry O'Connell como Clark Kent / Superman, Jason O'Mara como Bruce Wayne / Batman, Taissa Farmiga como Ravena, Tony Todd como o vilão Darkseid, Rosario Dawson como Diana Prince / Mulher-Maravilha, Christopher Gorham como Barry Allen/Flash, Shemar Moore como Victor Stone / Ciborgue, Rebecca Romijn como Lois Lane e Rainn Wilson como Lex Luthor.
O filme foi lançado em 5 de maio na internet e foi lançado dia 19 de maio de 2020 para Blu-ray e outras plataformas.

## Enredo
Após suas duas tentativas fracassadas de conquistar a Terra, Darkseid e seus exércitos continuam conquistando outros mundos. A Liga da Justiça elabora um plano para derrotar Darkseid levando sua guerra para Apokolips enquanto deixa os Jovens Titãs na Terra para defendê-la. Sem o conhecimento deles, Darkseid espia a Liga através de Ciborgue, agora sabendo de seu plano. Como resultado, a Liga é oprimida e derrotada por Parapocalypses; criaturas genéticas híbridas de Parademônios e Apocalypse e a maioria dos heróis são mortos durante a luta, enquanto os sobreviventes são escravizados por Darkseid.
Dois anos após sua conquista bem-sucedida à Terra, Darkseid coloca certos dispositivos que minam o núcleo do planeta. Os heróis sobreviventes culpam Clark Kent/Superman por levá-los ao fracasso. Ele e Ravena, que tem lutado para manter a prisão de seu pai, Trigon, como resultado de sua depressão devido à perda de muitos de seus companheiros de equipe durante o ataque de Darkseid, procuram John Constantine para realizar um feitiço de localização para rastrear Damian Wayne. Constantine localiza Damian em um posto avançado da Liga dos Assassinos, onde o grupo é brevemente atacado por membros que são então chamados por Damian, agora seu líder. Clark explica a Damian que eles precisam dele para ajudar a libertar seu pai, Batman, do controle mental de Darkseid. Damian então relutantemente concorda em se juntar ao grupo.
O grupo viaja para a Ilha de Stryker em Metrópolis e se encontra com a esposa de Clark, Lois Lane, que recrutou o Esquadrão Suicida para sua causa. Clark e Lois revelam seu plano para se infiltrar na LexCorp e usar o transportador localizado lá para retornar a Apokolips e pôr um fim a Darkseid de uma vez por todas. No prédio, eles são confrontados por Lex Luthor, que revela ser um espião trabalhando com Lois para obter informações sobre Darkseid. A partir de então, o grupo se divide em dois com Clark, Ravena, Constantine e Etrigan, o demônio, indo para Apokolips enquanto Lois, Luthor e o Esquadrão permanecem no prédio. Batman informa Darkseid sobre a traição de Luthor, levando Batman a enviar Parapocalypses e as Fúrias mecânicas recém-convertidas atrás dos heróis.
Após a chegada, o grupo de Clark é atacado pelas Fúrias (Mulher Maravilha, Caçador de Marte, Mera, Gavião Negro e Estelar). Constantine consegue libertar a Mulher Maravilha usando magia e seu Laço da Verdade. Ela então decide ficar para trás para lutar contra as outras Fúrias enquanto o grupo segue adiante. Em seguida, eles resgatam Flash de uma esteira que alimentava Apokolips. Ao libertar Flash, no entanto, Constantine descobre que alterou a linha do tempo no passado, o que causou os eventos do presente. Batman e Darkseid retornam. Darkseid ordena que Batman mate Damian, mas hesita quando este se lembra da morte de seus pais, o que o liberta do controle mental de Darkseid. Apesar disso, Darkseid mata Damian, o que ativa a fúria de Ravena, libertando Trigon. O demônio possui o corpo de Clark, matando Constantine no processo. Ele é brevemente visitado por sua amante falecida Zatanna na vida após a morte, que foi morta enquanto em Apokolips. Simultaneamente, Ravena e Zatanna revivem Damian e Constantine.
De volta à LexCorp, a equipe de Lois é cercada por Parapocalypses, levando-os a iniciar uma autodestruição. Antes da explosão, Lois transmite uma mensagem de adeus à Apokolips com a ajuda de Ciborgue, a fim de chegar à cabeça de Clark, que consegue ser libertado de Trigon enquanto o prédio explode. Constantine e Ravena concordam em combinar sua magia para dar a Trigon um corpo físico de volta. Ciborgue então revela seu plano de teletransportar os Parapocalypses de volta para Apokolips enquanto arrasta o planeta para o esquecimento. Ciborgue teletransporta os heróis sobreviventes de volta à Terra e inicia seu plano, que também resulta no desaparecimento de Darkseid e Trigon.
Apesar de sua vitória, Batman revela que um terço do magma da Terra foi danificado pelos dispositivos colocados por Darkseid, e que as pessoas continuarão a morrer com o planeta em seu estado atual. Como resultado, Constantine convence Flash a voltar no tempo e redefinir a linha do tempo novamente, como feito antes. Flash concorda, e os heróis assistem ao horizonte enquanto a linha do tempo é reiniciada.

## Vozes
| Ator               | Personagem                                                     |
| ------------------ | -------------------------------------------------------------- |
| Matt Ryan          | John Constantine                                               |
| Jerry O'Connell    | Clark Kent / Superman                                          |
| Jason O'Mara       | Bruce Wayne / Batman                                           |
| Tony Todd          | Darkseid                                                       |
| Taissa Farmiga     | Rachel Roth / Ravena                                           |
| Rosario Dawson     | Diana Prince / Mulher-Maravilha                                |
| Shemar Moore       | Victor Stone / Ciborgue                                        |
| Christopher Gorham | Barry Allen/Flash                                              |
| Rebecca Romijn     | Lois Lane                                                      |
| Rainn Wilson       | Lex Luthor                                                     |
| Roger Cross        | John Stewart /Lanterna Verde Alec Holland / Monstro do Pântano |
| Nathan Fillion     | Hal Jordan/ Lanterna Verde                                     |
| Matt Lanter        | Arthur Curry / Aquaman                                         |
| Nyambi Nyambi      | J'onn J'onzz / Caçador de Marte                                |
| Sean Astin         | Billy Batson / Shazam                                          |
| Stuart Allan       | Damian Wayne / Robin                                           |
| Camilla Luddington | Zatanna Zatara                                                 |
| Ray Chase          | Jason Blood / Etrigan                                          |
| Nicholas Torturro  | Boston Brand / Desafiador                                      |
| Colleen Villard    | Orquídea Negra                                                 |
| Liam McIntyre      | George "Digger" Harkness / Capitão Bumerangue                  |
| Jon Bernthal       | Trigon                                                         |
| Sumalee Montano    | Mera                                                           |
| Sachie Alessio     | Lady Shiva                                                     |
| John DiMaggio      | Nanaue / Tubarão-Rei                                           |
| Hynden Walch       | Harleen Quinzel / Arlequina                                    |

### Dublagem brasileira
| Personagem                  | Dublador/Dubladora  |
| --------------------------- | ------------------- |
| Superman                    | Guilherme Briggs    |
| Batman                      | Duda Ribeiro        |
| Mulher-Maravilha            | Priscila Amorim     |
| Ciborgue                    | Eduardo Borgerth    |
| Flash                       | Clécio Souto        |
| John Constantine            | Fernando Lopes      |
| Zatanna                     | Jullie              |
| Lex Luthor                  | Luiz Carlos Persy   |
| Ravena                      | Mariana Torres      |
| Robin/Damian Wayne          | Eduardo Drummond    |
| Lanterna Verde/John Stewart | Maurício Berger     |
| Lois Lane                   | Mônica Rossi        |
| Etrigan                     | Márcio Dondi        |
| Monstro do Pântano          | Malta Junior        |
| Darkseid                    | José Augusto Sendim |
| Trigon                      | Vanderlan Mendes    |
| Arlequina                   | Evie Saide          |
| Capitão Bumerangue          | Alfredo Martins     |
| Tubarão-Rei                 | Ian Luz             |
| Lady Shiva                  | Larissa de Lara     |

## Lançamento
Um trailer do filme foi lançado em 4 de março de 2020. O filme foi lançado em plataformas digitais em 5 de maio de 2020 e em 4K/Blu-ray/DVD em 19 de maio de 2020. O lançamento contará com um curta de animação baseado em Adam Strange.